# Center-sziget
A Center-sziget az Amerikai Egyesült Államok Washington államának San Juan megyéjében fekszik.
A Center-szigeti repülőtéren egy kavicsos futópálya található.

## Fordítás
- Ez a szócikk részben vagy egészben  a   Center Island (Washington) című angol Wikipédia-szócikk ezen változatának fordításán alapul.  Az eredeti cikk szerkesztőit annak laptörténete sorolja fel. Ez a jelzés csupán a megfogalmazás eredetét és a szerzői jogokat jelzi, nem szolgál a cikkben szereplő információk forrásmegjelöléseként.